# قاعدة فوسلاو الجوية
قاعدة فوسلاو الجوية ((بالألمانية: Flugplatz Vöslau)‏ (إيكاو: LOAV)) هي مهبط عام يقع 4 كيلومتر (2.5 ميل) غرب مدينة باد فوسلاو في ولاية النمسا السفلى النمساوية. تعرفي أيضا هذه القاعدة باسم Flugplatz Vöslau-Kottingbrunn في اللغة الألمانية.تسخدم قاعدة فوسلاو الجوية للطيران العام وتم افتتاحها في عام 1927. شهدت هذه القاعدة حادث سقوط طائرة من نوع سسنا 172 في عام 2018 وراح ضحية هذا الحادث شخصين كانا في 53 و56 من العمر.

## روابط خارجية
- تاريخ الحوادث لـ () على شبكة سلامة الطيران.
- حالة الطقس في قاعدة فوسلاو الجوية.